# Margareta Gonzaga
Margareta Gonzaga, född 1564, död 1618, hertiginna av Modena och Ferrara; gift med hertig Alfonso II av Modena. Hon spelade en viktig roll i Ferrara som en betydande kulturmecenat, som gynnade sång, musik, balett och teater. 
Som änka återvände hon till sitt barndomshem Mantua. Hon fungerade som regent i Montferrat under sin brors frånvaro 1601 och 1602.  Hon var också de facto regent i hertigdömena Mantua och Montferrat under 1612 års interregnum.

## Biografi

### Tidigt liv
Hon var dotter till hertig Guglielmo Gonzaga av Mantua och Eleonora av Österrike (1534–1594). Hon fick en fin bildning, studerade litteratur och latin, och lärde sig att spela musikinstrument, sjunga och dansa. Hon fick en traditionellt religiös uppfostran men beskrivs som en självständig och ambitiös karaktär med stark vilja. Hon växte upp med sin bror Vincenzo I, med vilken hon hade en nära relation. 

### Giftermål
Alfonso II var två gånger änkeman. Hans första och andra fru, Lucretia av Toscana och Barbara av Österrike, dog utan att ha fött en arvinge. År 1567 rekommenderade påven Pius V starkt att Alfonso II gifte om sig för att avla en arvinge, annars skulle huset Este förlora hertigdömet Ferrara. Av denna anledning beslutade Alfonso II om ett tredje äktenskap. Med detta äktenskap hoppades hennes far Guglielmo I kunna återupprätta den politiska alliansen mellan husen Gonzaga och Este, och skapa en koalition tillsammans med Savojen och huset Farnese mot Medici i Toscana. 

### Hertiginna av Ferrara och Modena
Den 24 februari 1579 ägde vigseln rum i Mantua genom fullmakt och den 27 maj höll Margareta sitt högtidliga intåg i Ferrara. Relationen mellan Margareta och Alfonso II var god; de noterades ofta dela varandras fritid och tillsammans reste de, jagade och fiskade. 
Margareta Gonzaga kom att spela en viktig roll för kulturlivet i Ferrara, och gjorde tillsammans med maken hovet i Ferrara till ett viktigt kulturcentrum. Hon gav beskydd åt poeter, målare och musiker, och gynnade musik, dans och teater. Hon studerade själv konst, och tog musiklektioner av hovdirigenten Ippolito Fiorini. Hon grundade 1582 "Damkonserten" (italienska: Concerto delle dame), en hovorkester som också omfattade professionella kvinnliga musiker och sångare: tre sopraner, Laura Peverara, Livia d'Arco och Anna Guarini, som också spelade harpa, violin och luta respektive; baserna Giulio Cesare Brancaccio, Melkorre Palontrotti, cembalospelaren Luzzasco Luzzaschi och Ippolito Fiorina. 
I januari 1582 gav Margareta en balett där hon själv uppträdde med elva andra kvinnor, varav hälften var klädda i manskläder. Baletten gavs två gånger – med och utan masker, och ackompanjerades av "Damkonserten". Denna dansgrupp, som endast bestod av kvinnor, förvandlades av Margareta till balettgruppen "Adelsdamernas Balettrupp" (italienska Balletto delle donne). De uppträdde inte bara på hertiginnans baler, utan också vid andra evenemang, till exempel vid Eleonora d'Estes bröllop 1594. 
Bland poeterna vid Margaretas hov fanns Tarquinia Molza och Torquato Tasso, som tillägnade henne sina verk. Utöver dans, sång och musik gynnade hon också teater, och höll ett teatersällskap engagerat vid hovteatern. 
Hon deltog också i de offentliga uppgifter en härskargemål förväntades utföra och ägnade sig åt välgörenhet: hon grundade bland annat Saint Margarets barnhem i Ferrara. Privat var hon förtjust i hundar och ägnade sig åt hunduppfödning. 

### Senare liv i Mantua
Margareta och Alfons fick inga barn, och tronföljden förblev därför olöst. Vid Alfons II:s död den 27 oktober 1597 efterträddes han av sin farfars utomäktenskapliga son Cesare av Este, vilket gjorde att Ferrara konfiskerades av påven och hovet fick byta huvudstad till Modena. 
Margareta Gonzagas avlidne make beordrade i sitt testamente att hans efterträdare skulle utbetala ett arv på tvåhundratusen dukater och en årlig pension på fyra tusen dukater årligen. Den 20 december 1597 lämnade Margareta Ferrara och återvände till sin bror Vincenzo I i Mantua. 
I juni 1601 utnämnde Vincenzo I sin syster till regent i Monferrato, innan han avreste för att delta i fälttåget mot det Osmanska riket i Ungern. Under denna tid inledde hon, på uppdrag av sin bror, hemliga förhandlingar om äktenskapet mellan kronprins Francesco och Margareta av Savojen; äktenskapet ingicks 1608. Hennes regentskap avslutades i slutet av 1601. Från juni till oktober 1602 agerade hon återigen som regent i Monferrato. 
År 1603 grundade hon klostret St Ursula i Pradella, där hon bosatte sig. Hon var inte nunna utan bodde i klostret som gäst och höll hov där. Hon agerade beskyddare för konstnärer, som Lucrina Fetti, och grundade en flickskola i klostret som tog emot elever från aristokratiska familjer. 
I december 1612, när hennes brorson, hertig Francesco IV avled, uppstod ett interregnum, och Margareta tog då ansvar för styrelsen av hertigdömena Mantua och Montferrat som de facto regent fram till ankomsten av hennes andra brorson från Rom, kardinal Ferdinando Gonzaga, som oväntat tvingades ge upp prästämbetet och överta sin barnlöse brors tron.